# ハードオフファミリー
株式会社ハードオフファミリー（英: HARD OFF family Co., Ltd.）は、かつて千葉県白井市に本社を置き、ハードオフ・ブックオフをフランチャイズ展開していた企業。ハードオフコーポレーションの完全子会社であった。

## 沿革
- 1997年3月　- 千葉県鎌ケ谷市にて「株式会社ビッグアルファ」設立。ブックオフコーポレーションのフランチャイジーとして店舗を運営。その他フィットネス事業、飲食店事業なども展開していたが、これらは2024年現在は撤退している。
- 2001年6月　- ハードオフコーポレーションとFC加盟契約を締結。第1号店「オフハウス鎌ケ谷店」を開業。
- 2004年3月　- 長崎県第1号店「長崎葉山店」を開業。
- 2013年11月　- ハードオフコーポレーションが、ビッグアルファを100％子会社化し、「株式会社ハードオフファミリー」へ社名変更。
- 2014年
  - 1月　- 埼玉県で10店舗運営していた福岡無線を吸収合併。
  - 8月　- タイヨー電気の2店舗（市原店、佐倉志津店）を買収。
- 2015年12月　- 50店舗を突破。
- 2016年1月　- 京葉マツヤデンキ運営していた「市川大野店」を買収。
- 2017年11月　- 四街道市にブックオン第1号店となる「四街道店」を開業。
- 2018年
  - 10月　- エコクリエーションが運営していた「千葉袖ヶ浦店」を買収。「木更津店」は引き続きエコクリエーション運営。
  - 11月　- 三陽が運営していた「安食店」と「牛久店」を買収。
  - 12月　- 資本金を9,500万円に増資。
- 2022年11月　- 浜電気との共同運営による九州最大級の「ホビーオフ・ブックオフ諫早店」を開業。ハードオフとオフハウスは浜電気運営。
- 2024年2月　- 千葉成東店開業により70店舗を突破。
- 2025年4月1日 - ハードオフコーポレーションへ吸収合併され解散[1][2]。

## 店舗
千葉県を中心に埼玉県の東武東上線沿線、茨城県・東京都江戸川区や長崎県（長崎葉山・諫早・東長崎）に出店。
江戸川東小岩店と長崎県、千葉県のほとんどがブックオフを併設している。四街道店はブックオンを併設している。
ただし、柏豊四季店は京葉マツヤデンキ、入間藤沢・高麗川はゼロエミッション、16号庄和・千葉ニュータウンはヌマニウコーポレーション、川越天沼・川越今福・坂戸・野田桜台・西新井は大宮電化、木更津はエコクリエーション、西所沢・イオンモールマリンピア・コーナン京葉船橋インター店は直営店である。いずれも基本的には複合店舗であるがブックオフ市川南大野店とハードオフ市川大野店のように一部単独店舗も存在している。

### 閉店・撤退
- イトーヨーカ堂柏店（2024年10月27日閉店）

## 関連人物
- 川島宏美　- 元従業員・モデル・システムエンジニア [3]